# Херман Кант
Херман Кант (на немски: Hermann Kant) е германски белетрист, сред най-известните и най-значими писатели на ГДР. Книгите му са преведени на многобройни езици.

## Биография
Херман Кант е роден на 14 юни 1926 г. в Хамбург. Израства в бедно семейство на градинар и фабрична работничка. През 1940 г. поради постоянните бомбардировки на града семейството се преселва в Пархим, където живее дядото на бъдещия писател. Тук, след като завършва гимназия, Кант се обучава за електротехник. През 1944 г. е мобилизаран във Вермахта и пратен на фронта, където скоро попада в полски плен. По време на престоя си във варшавски трудов лагер Кант взима активно участие в дейността на антифашисткия комитет, а след освобождаването си през 1949 г. постъпва в Германската единна социалистическа партия (ГЕСП).
През 1952 г. Херман Кант завършва работническия факултет в Грайфсвалд. От 1952 до 1956 г. следва немска филология в Хумболтовия университет на Берлин. До 1957 работи като научен сътрудник в университетския Институт по германистика, а от 1957 до 1959 г. е главен редактор на студентското списание tua res. После постъпва като редактор в литературното списание Нойе дойче литератур (Neue Deutsche Literatur).
През 1962 г. излиза дебютната книга на Херман Кант – сборникът с разкази
„Малко Южно море“ (Ein bisschen Südsee), а през 1965 г. е публикуван романът му „Аулата“ (Die Aula), който му донася първия успех като писател.

## Социална и политическа дейност
След като получава диплома за висше образование, Херман Кант активно участва в дейността на университетската партийна организация. От 1974 до 1979 г. е член на Окръжния комитет на ГЕСП в Берлин, а от 1986 до 1989 г. – член на Централния комитет на партията. През 1981 г. е избран за депутат в Парламента на ГДР.
През 1959 г. Херман Кант влиза в Съюза на немските писатели, от 1969 г. е негов заместник-председател, а от 1978 до 1990 г. – председател (като наследник на Ана Зегерс). По време на неговото ръководство е лишен от гражданство поетът Волф Бирман, а от писателския съюз са изключени Адолф Ендлер, Щефан Хайм, Карл-Хайнц Якобс и Клаус Шлезингер. Въпреки това през 1987 г. Херман Кант подкрепя инициативата на писателите Гюнтер де Бройн и Кристоф Хайн за смекчаване на цензурата в литературата.
От 1967 до 1982 г. Кант е член на Президиума на ПЕН клуба на Германската демократична република, а от 1969 до 1992 г. – на Берлинската академия на изкуствата.
След обединението на Германия през 1990 г. Херман Кант многократно е критикуван за провежданата от него политика по време на ръководните му постове в партията и в Съюза на писателите. Обвиняван е, че дълги години е сътрудничил на Министерството на държавната сигурност на ГДР (ЩАЗИ).
Херман Кант умира в Нойщрелиц през 2016 г. на 90-годишна възраст.

## Награди и отличия
- 1962: Награда Хайнрих Хайне на ГДР
- 1963: Literaturpreis des Freier Deutscher Gewerkschaftsbund
- 1967: Награда Хайнрих Ман
- 1973: Национална награда на ГДР
- 1976: Vaterländischer Verdienstorden in Silber
- 1978: Почетно звание Герой на труда
- 1980: Почетен доктор на Университета в Грайфсвалд
- 1983: Национална награда на ГДР
- 1986: Vaterländischer Verdienstorden in Gold
- 1986: Orden der Völkerfreundschaft des Obersten Sowjets der UdSSR
- 1987: Награда Гьоте на град Берлин